# Chiesa di San Girolamo (Castel Cellesi)
La chiesa di San Girolamo è la chiesa parrocchiale di Castel Cellesi

## Storia
Girolamo Cellesi aveva fatto erigere nel piccolo borgo la propria tomba, ma fu tumulato a Pistoia. Insieme ad essa il conte fece erigere nel 1664 la chiesa di San Girolamo che, come detto, è davvero posta al centro della piazza più piccola e antica. La costruzione dell'edificio parrocchiale fu importante per il popolamento del borgo, visto che la gran parte dei contadini voleva morire sacramentata: ciononostante alcune difficoltà, poi appianate, vennero dal prete di Castel Piero (oggi San Michele in Teverina) che vedeva ridursi i suoi diritti di riscossione della decima. Ma un accordo fra il conte Cellesi e il vescovo di Bagnoregio (allora sede vescovile) appianò il lato economico della questione.
Il monumento funebre del conte, vuoto, rimane al lato destro della chiesa, guardando l'altare dall'entrata. La chiesa fu restaurata e decorata con grandi affreschi nel tardo Ottocento e costituisce testimonianza minore di questi due diversi periodi storici dell'arte nell'Italia Centrale. L'interno della chiesa - oggi parrocchiale - ha un'unica navata di 12 metri per 7,5 metri, su cui insistono due altari laterali simmetrici.
C'è un fonte battesimale a forma di tempietto ottagonale. L'abside è piuttosto rifinito, con una volta superiore apparentemente stuccata, e ricadente nel fascio di luce di una finestra apposita. La statua di san Girolamo è inscritta in una cornice fatta di due coppie di colonne, ai lati, mentre un finto sarcofago fa da base alla mensa che, con la statua del santo, regge anche un tabernacolo in legno, mentre nella pavimentazione sono visibili lastre di rosso ammonitico. Una gran statua della Vergine Maria Assunta in cielo è alla sinistra dell'altare: la santa è venerata a Castel Cellesi con una grande processione il 15 agosto, cui segue nella notte più di mezz'ora di spettacoli pirotecnici in piazza. Tre quadri, già pale d'altare, e sei statue nelle nicchie completano ciò che di notevole ha l'arredo interno. Esternamente sopra l'ingresso vi è una seconda statua di san Girolamo, che lo ricorda come primo autore di una traduzione storica della Bibbia, la Vulgata.
La chiesa di San Girolamo è orientata verso il punto dove sorge il sole, a est, d'inizio inverno. Questa linea è l'asse principale attorno al quale è stata costruita Castel Cellesi; se prolungata arriva a Graffignano da una parte, mentre lambendo Vetriolo e Bagnoregio tocca Bolsena dall'altra.
Il campanile, alto più di 20 metri, è opera novecentesca del progettista e costruttore Benvenuto Guidi.

## Galleria d'immagini

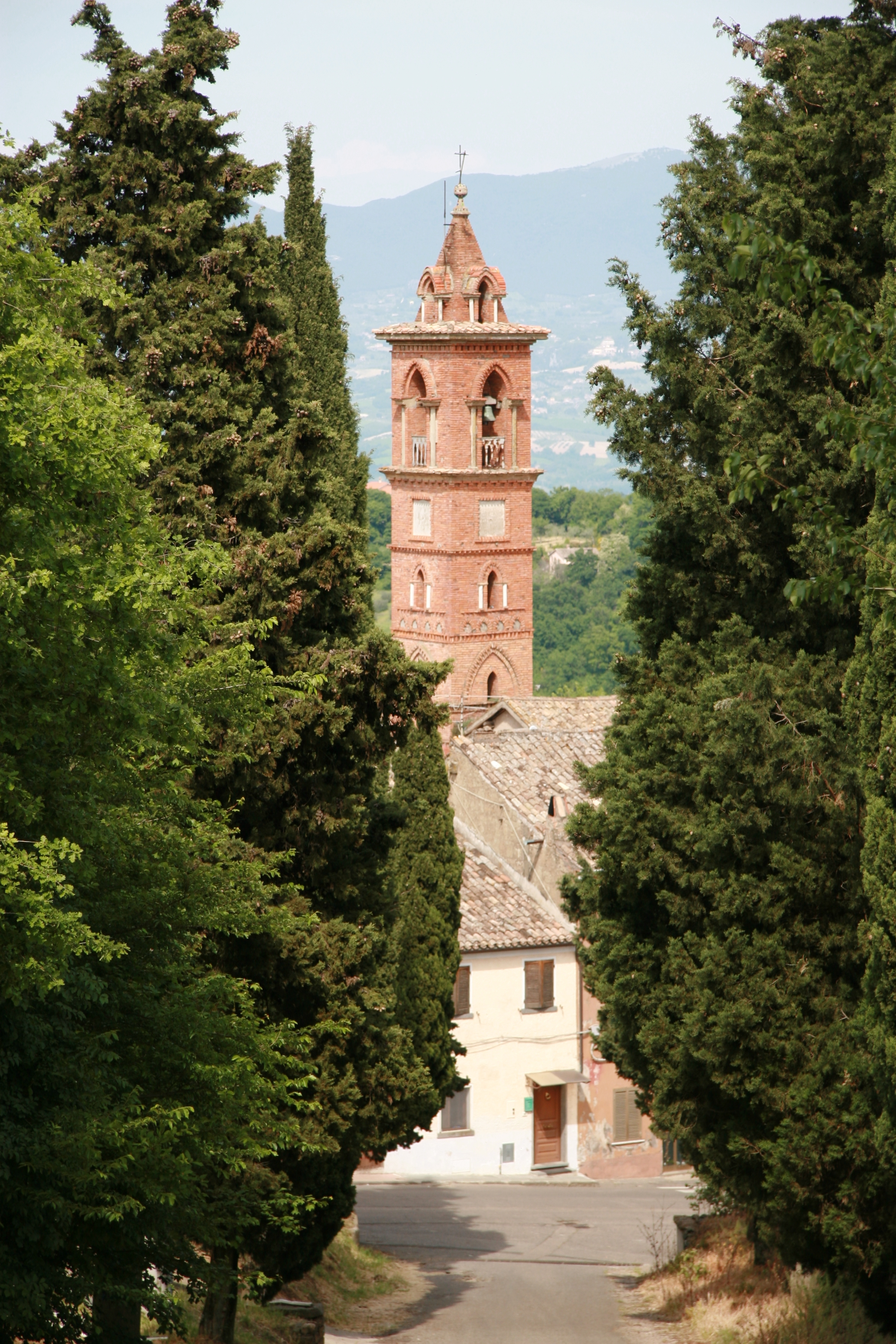
Il campanile della Chiesa di San Girolamo
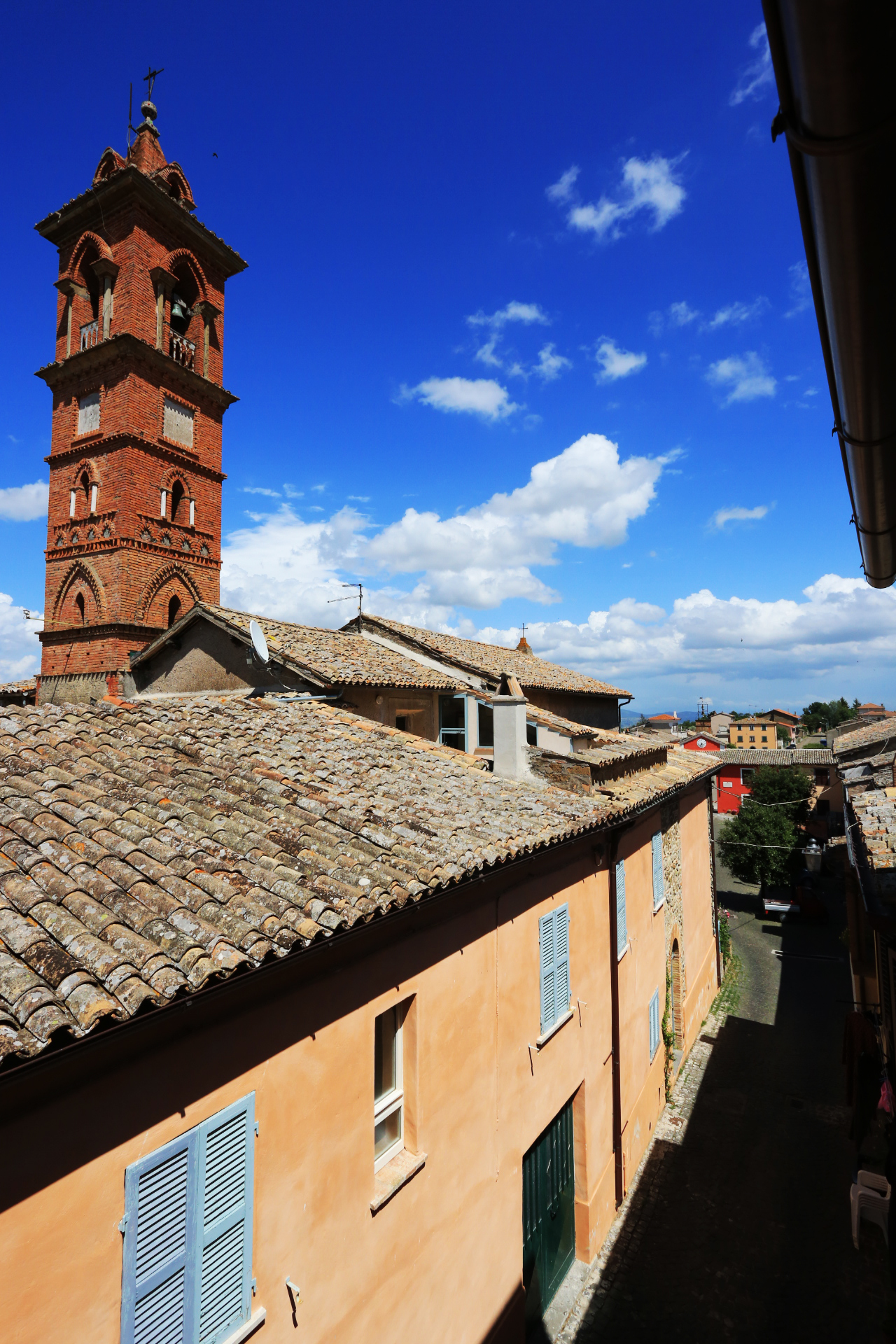
Il campanile della Chiesa di San Girolamo
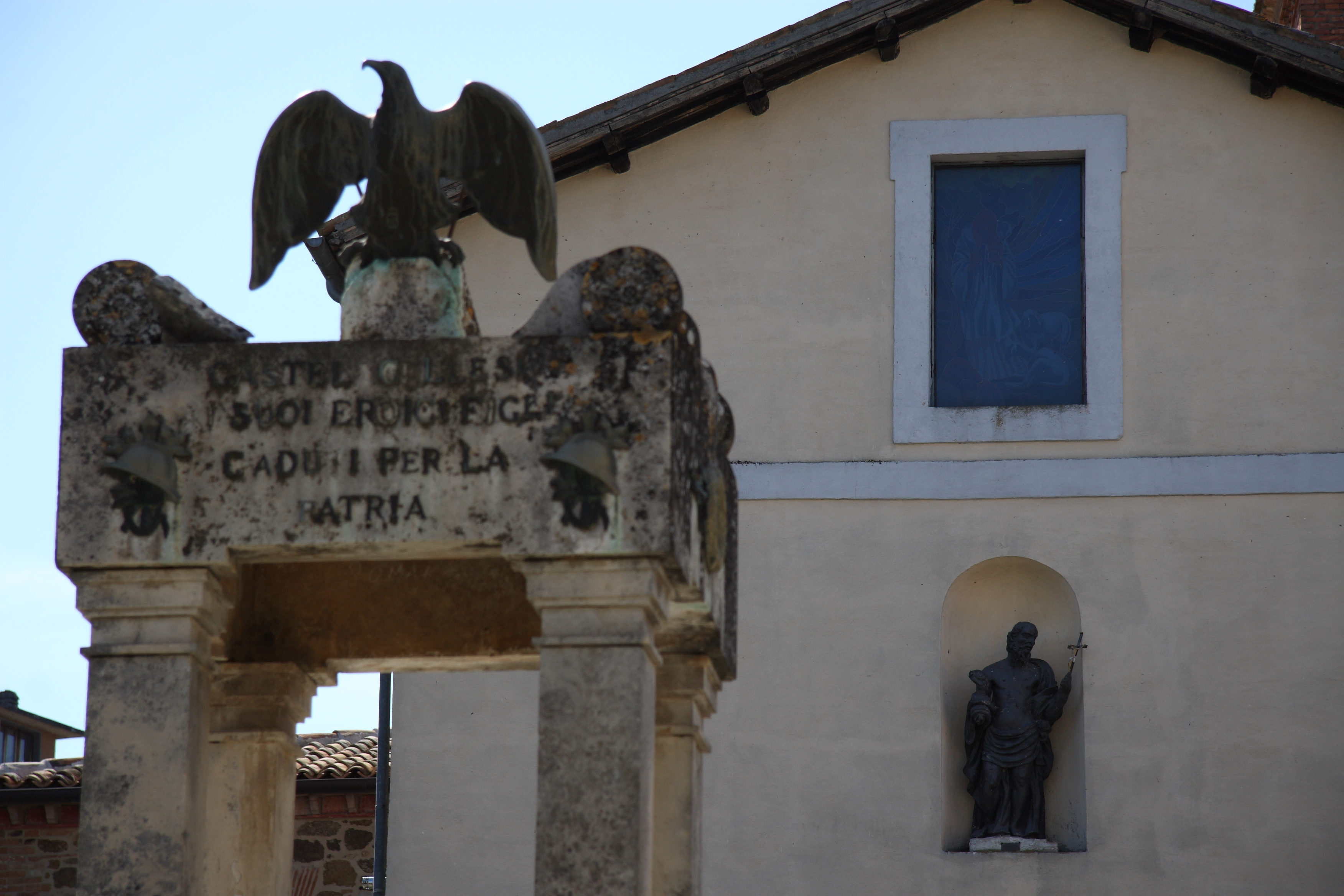
Particolare del Monumento ai Caduti e della chiesa di San Girolamo
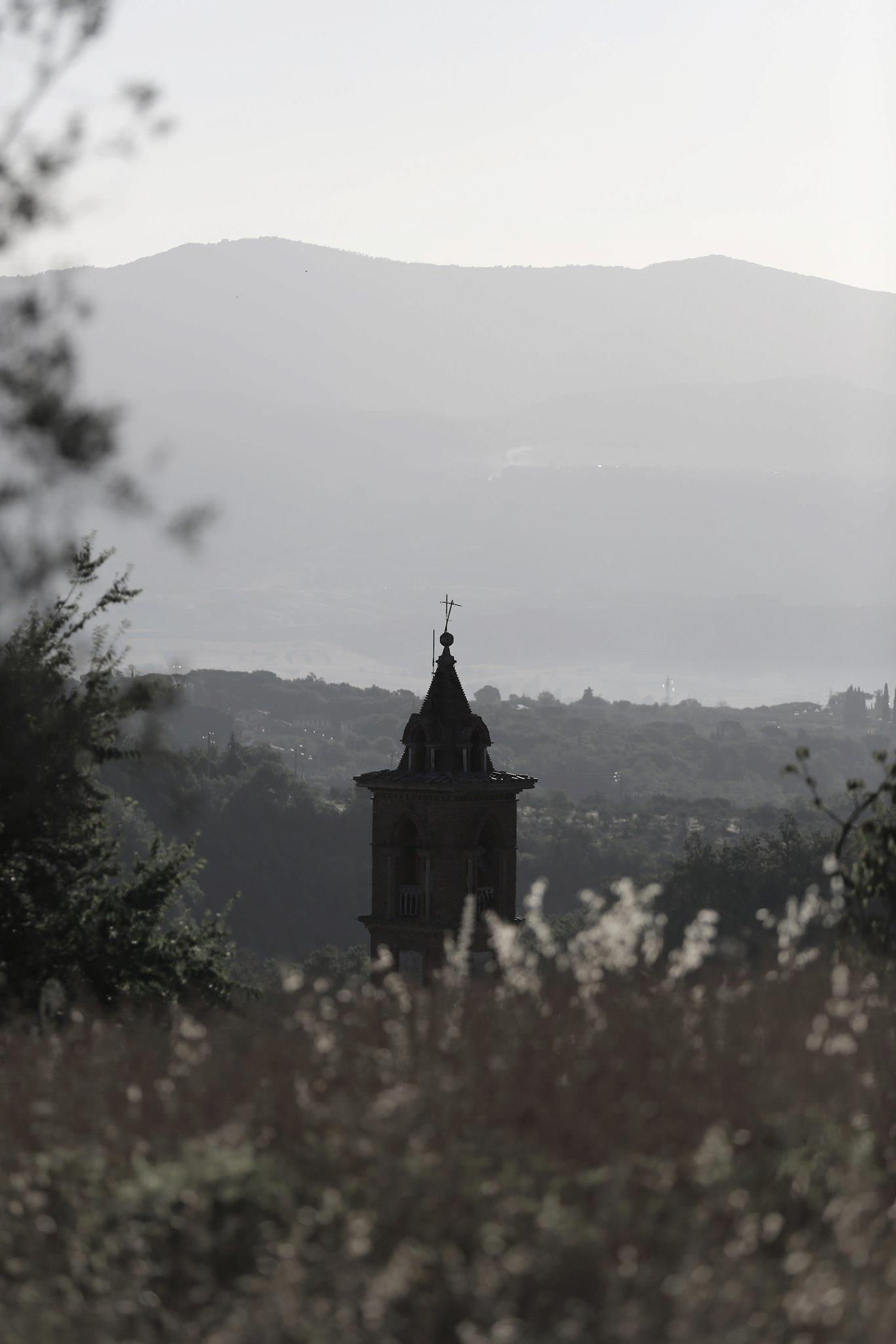
Punta del campanile all'alba
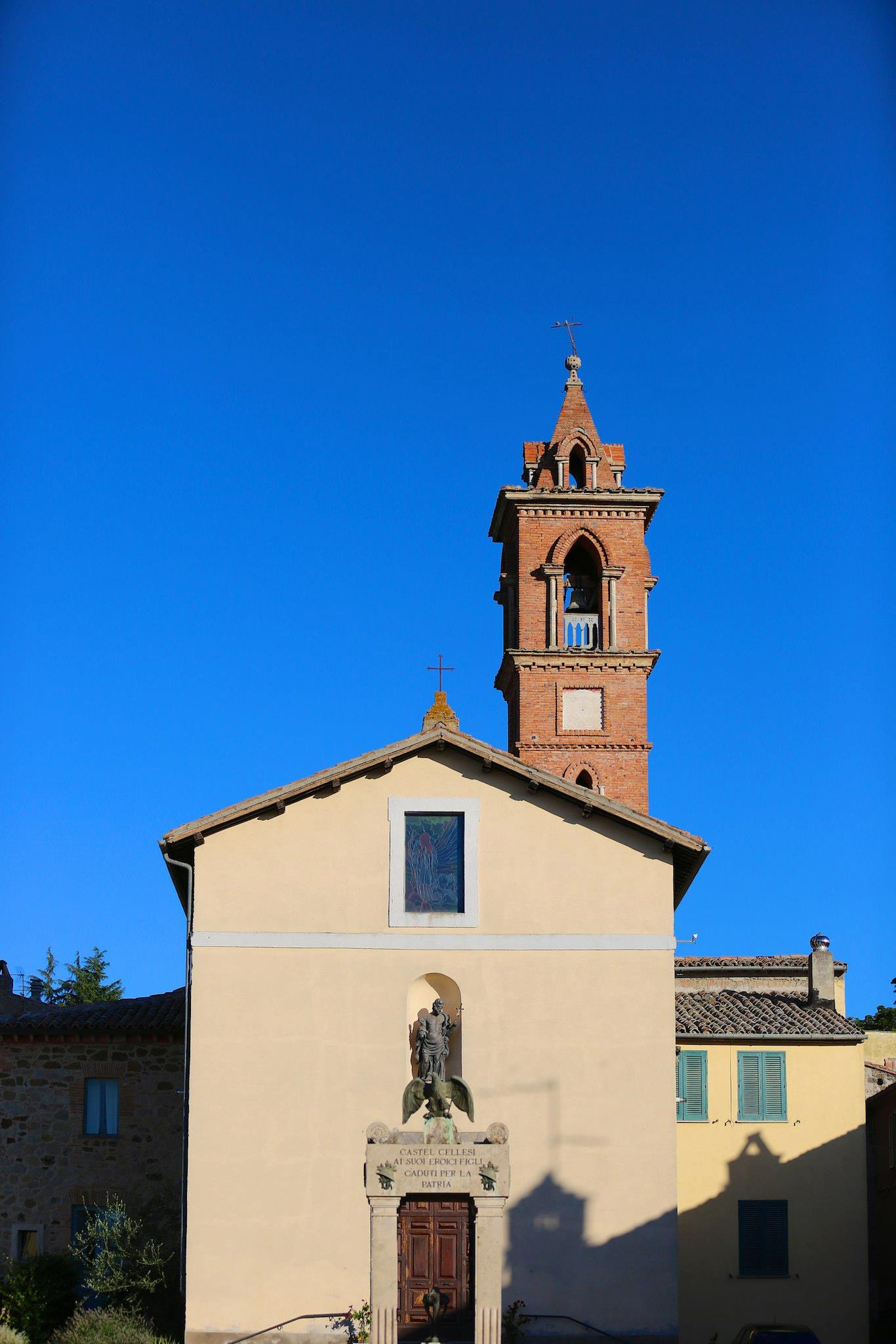
Chiesa di San Girolamo con anteposto il Monumento ai Caduti
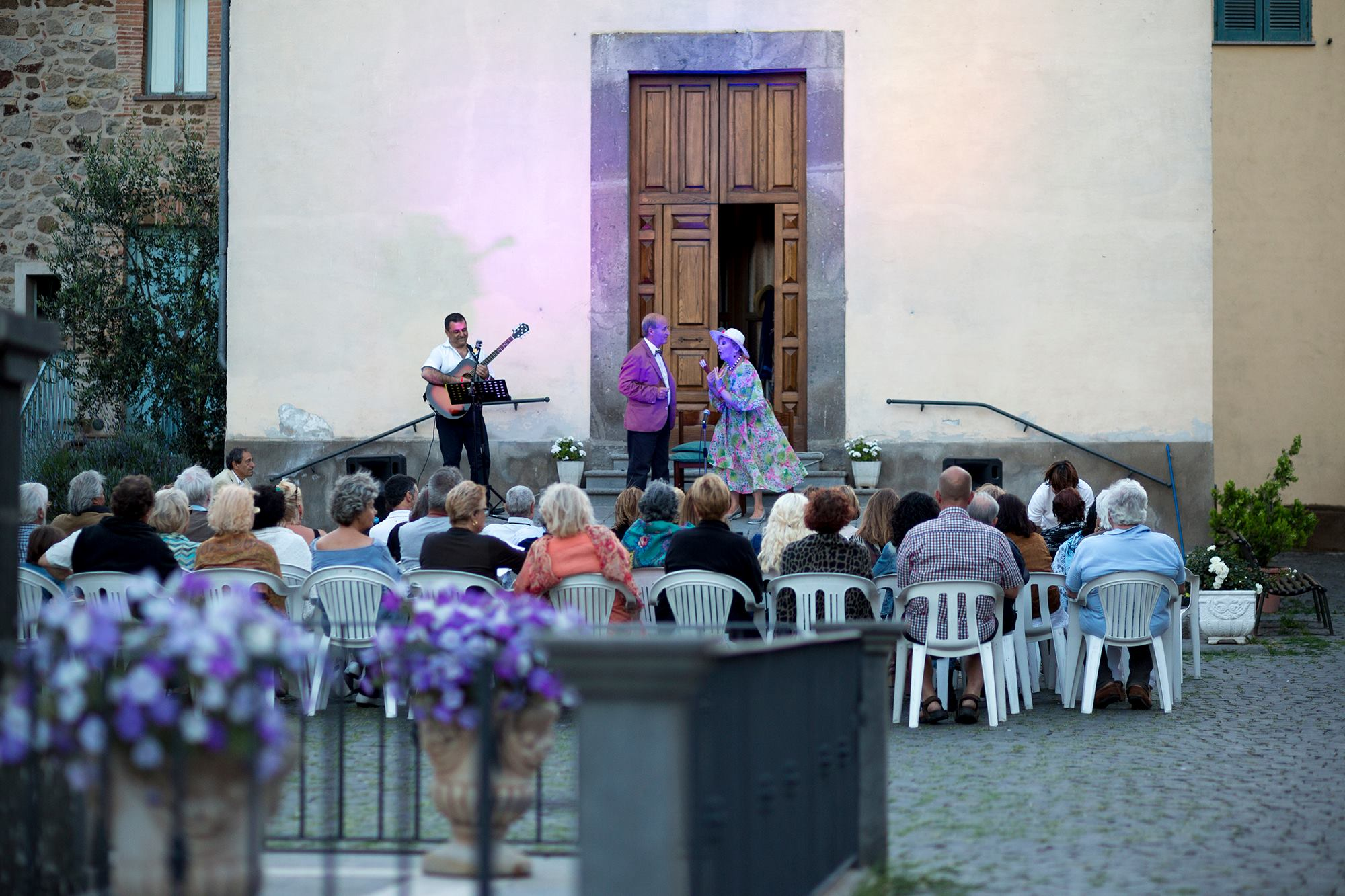
Teatro Napoletano avanti la Chiesa di San Girolamo
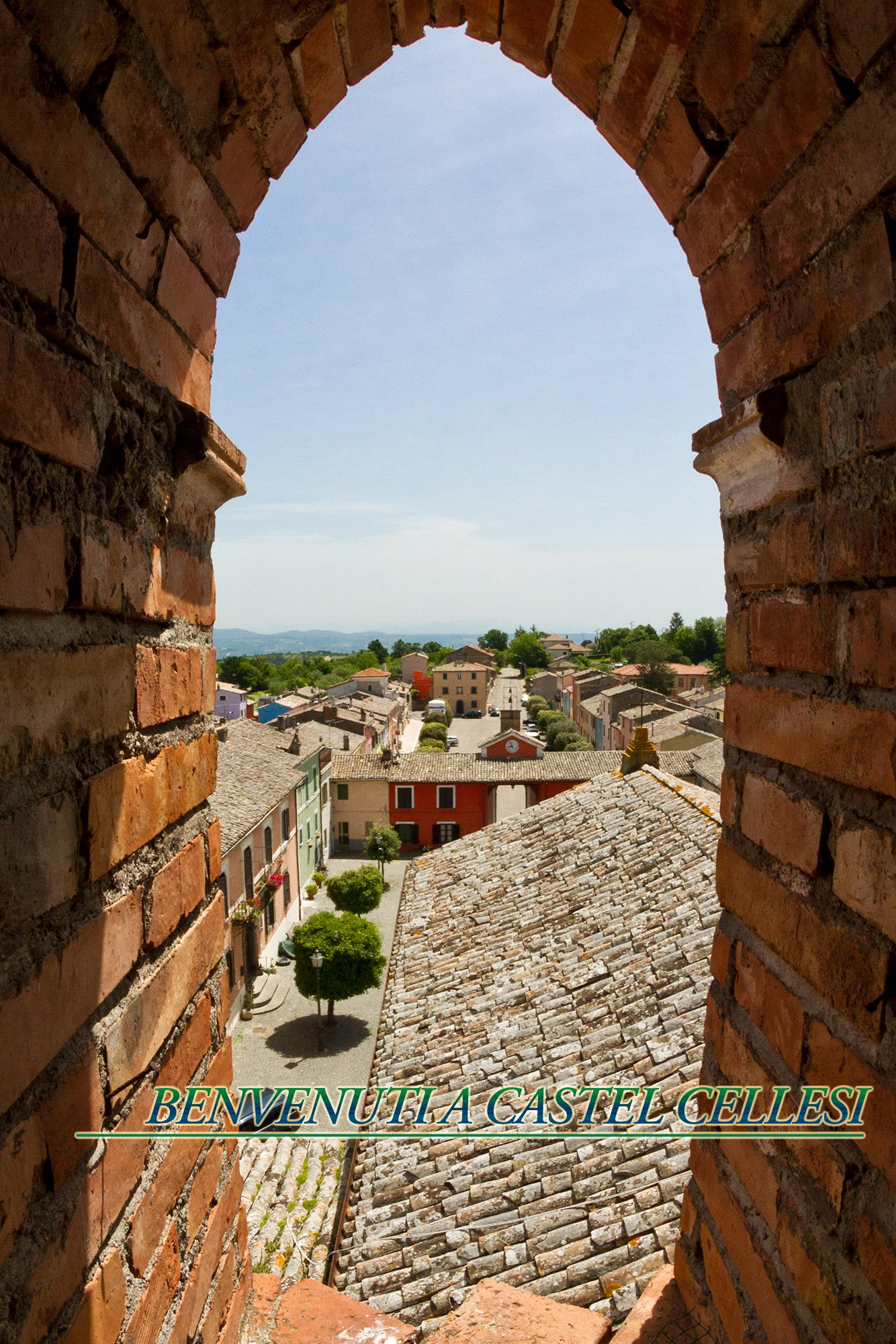
Scorcio di Castel Cellesi dall'interno del campanile. Prolungando ipoteticamente la linea di fuga si arriva con buona approssimazione a Gerusalemme.
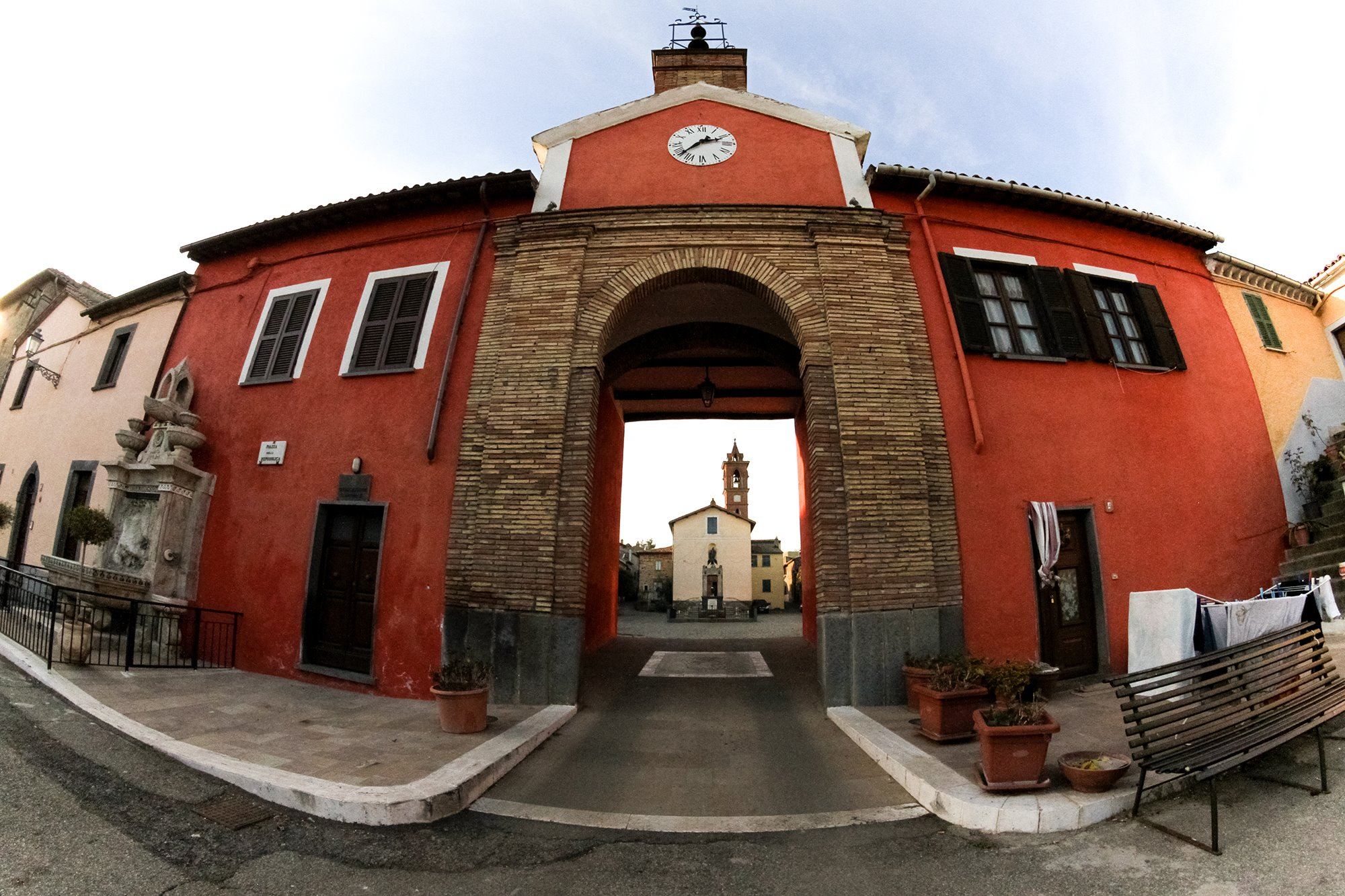
Vista della piazzetta piccola dalla porta